# Judy Nugent
Judy Nugent (Los Angeles, 22 agosto 1940 – Montana, 26 ottobre 2023) è stata un'attrice statunitense, nota soprattutto per i suoi ruoli di attrice bambina negli anni cinquanta. Tra i suoi coetanei fu la prima ad affermarsi nel cast principale di una sitcom televisiva (The Ruggles, 1949-52).

## Biografia
Nata nel 1940 in California, Judy Nugent veniva da una famiglia in cui entrambi i genitori lavoravano nell'industria cinematografica. Sarà la madre stessa nella sua qualità di agente ad avviarla sin da bambina  alla carriera di attrice, assieme alla sorella maggiore Carol Nugent.
Judy farà il suo debutto nel 1947 proprio in un film (It Had to Be You) in cui anche la sorella era impegnata. Il punto di svolta avvenne però per lei quando a 9 anni fu scelta con Jimmy Hawkins a interpretare i due figli minori di Charlie Ruggles in una delle primissime sitcom della televisione americana, The Ruggles (1949-52). Rispetto a precedenti serie televisive per famiglie, dove i "figli" erano o neonati (Christopher William Stearns in Mary Kay and Johnny) o già adolescenti (il quindicenne Lanny Rees in The Life of Riley, o la tredicenne Arlene McQuade in The Goldbergs), fu la prima volta (qui come già in Mama con Robin Morgan) che si dette ampio spazio a giovani attori bambini, secondo una formula destinata quindi a ripetersi comunemente nelle sitcom successive.
Il successo delle serie aprì a Judy le porte per parti di rilievo, sia al cinema che alla televisione, pur non offrendosi mai alla bambina l'opportunità di essere protagonista. La si ricorda per la sua presenza nei film drammatici Magnifica ossessione (1954) e Quella che avrei dovuto sposare (1956), o come guest star in numerose serie televisive. Interpretò ruoli ricorrenti nelle serie televise Annette (1958) e The Tall Man (1960-1962).
Dopo il matrimonio le sue apparizioni di attrice si fecero sporadiche.

## Vita privata
Nel 1961 si sposò con l'attore Buck Taylor con il quale avrà quattro figli: una femmina e tre maschi. La coppia divorziò nel 1983.

## Filmografia

### Cinema
- Malerba (City Across the River), regia di Maxwell Shane (1949)
- Night Stage to Galveston, regia di George Archainbaud (1952)
- Down Laredo Way, regia di William Witney (1953)
- Magnifica ossessione (Magnificent Obsession), regia di Douglas Sirk (1954)
- Quella che avrei dovuto sposare (There's Always Tomorrow), regia di Douglas Sirk (1955)
- Navy Wife, regia di Edward Bernds (1956)
- The Girl Most Likely, regia di Mitchell Leisen (1957)
- High School Caesar, regia di O'Dale Ireland (1960)
- Summer Run, regia di Leon Capetanos (1974)
- Beartooth, regia di Zack Belcher (1978)

### Televisione
- The Ruggles - serie TV, 137 episodi (1949–1952)
- Il cavaliere solitario (The Lone Ranger) - serie TV, episodio "Triple Cross" (1953)
- Adventures of Superman - serie TV, episodio "Around the World" (1954)
- Annie Oakley - serie TV, episodio "Valley of the Shadows" (1954)
- The Life of Riley - serie TV, episodio "Riley's Wild Oats" (1954)
- The Ford Television Theatre - serie TV, episodio "Remember to Live" (1954)
- The Man Behind the Badge - serie TV, episodio "The Case of the Deadly Delicacy" (1955)
- Lassie - serie TV, episodio "The School" (1955)
- Celebrity Playhouse – serie TV, episodio 1x18 (1956)
- Matinee Theatre - serie TV, episodio "Greybeards and Witches" (1956)
- Annette - serie TV, 15 episodi (1958)
- Playhouse 90 - serie TV, episodio "The Gentleman from Seventh Avenue" (1958)
- L'uomo ombra (The Thin Man) – serie TV, episodio 1x30 (1958)
- The Danny Thomas Show - serie TV, episodio "Frankie Laine Sings for Gina" (1959)
- The Ann Sothern Show - serie TV, episodio "The Road to Health" (1959)
- Sugarfoot – serie TV, episodio 2x20 (1959)
- The Millionaire - serie TV, episodio "Millionaire Harry Brown" (1959)
- The Dennis O'Keefe Show - serie TV, episodio "Hal's TV Date" (1959)
- Indirizzo permanente (77 Sunset Strip) – serie TV, episodio 2x12 (1959)
- Gli uomini della prateria (Rawhide) - serie TV, episodio 2x17 (1960)
- The Tall Man - serie TV, 5 episodi (1960–1962)
- The Brothers Brannagan - serie TV, episodio "Mantrap" (1961)
- The Gertrude Berg Show - serie TV, 2 episodi (1961)
- Saints and Sinners - serie TV, episodio "Luscious Lois" (1962)